# Þambárvalladalur
Þambárvalladalur är en dal i republiken Island.   Den ligger i regionen Västfjordarna, i den västra delen av landet, 140 km norr om huvudstaden Reykjavík.
Trakten ingår i den boreala klimatzonen. Årsmedeltemperaturen i trakten är −2 °C. Den varmaste månaden är juli, då medeltemperaturen är 10 °C, och den kallaste är februari, med −10 °C.